# Mina Anwar
Mina Anwar (Church, 20 september 1969) is een Brits actrice en stemactrice. 

## Biografie
Anwar doorliep de middelbare school aan de Accrington Academy in Accrington en leerde het acteren aan de Accrington and Rossendale College in Accrington en aan de Mountview Academy of Theatre Arts in Londen.
Zij begon in 1995 met acteren in de televisieserie 99-1, waarna zij nog meerdere rollen speelde in televisieseries en films. Zij is vooral bekend van haar rol als 'Trudy Rehman' in de televisieserie House of Anubis, waar zij in 106 afleveringen speelde (2011-2013).
Anwar is ook actief als zangeres (mezzosopraan). Zij is oprichtster van de stichting Aware International, die zich inzet voor het promoten van veilig vrijen door het produceren van kleding met geheime opbergzakken voor condooms.

## Filmografie

### Films
Uitgezonderd korte films.
- 2024 The Glassworker - als Nadia Amano (Engelse stem)
- 2021 The Importance of Being Earnest - als mrs. Begum
- 2020 The Understudy - als Donna
- 2010 The Infidel - als Muna
- 2002 Birthday Girl - als Nina Kapoor
- 2000 A Christmas Carol - als Julie
- 2000 Maybe Baby - als Yasmin
- 1999 The Flint Street Nativity - als Shamima / Angel
- 1995 Flight - als Shikha

### Televisieseries
Uitgezonderd eenmalige gastrollen.
- 2024 Dark Gallifrey - als Rolko (stem) 3 afl.
- 2024 Doctor Who: Classic Doctors New Monsters - als Kavita 'Kay' Aradhana (stem) - 2 afl.
- 2023 Rani Takes on the World - als Gita Chandra (stem) - 2 afl.
- 2021 Getting Better - The Fight for the NHS - als Ruth Vilner - 8 afl.
- 2020 Terms & Conditions - als kapitein Rules - 9 afl.
- 2018 The Worst Witch - als miss Mould - 10 afl.
- 2014-2016 In the Club - als Amita - 6 afl.
- 2015 Marley's Ghosts - als Tina Jarvis - 3 afl.
- 2014 Remember Me - als Roshana Salim - 2 afl.
- 2014 Scott & Bailey - als Eleanor Goodhead - 2 afl.
- 2014 Rocket's Island - als Kim Khalol - 5 afl.
- 2014 Happy Valley - als mrs. Mukherjee - 3 afl.
- 2011-2013 House of Anubis - als Trudy Rehman - 106 afl.
- 2013 The Wright Way - als Malika Maha - 6 afl.
- 2008-2011 The Sarah Jane Adventures - als Gita Chandra - 18 afl.
- 2009-2011 Scoop - als Selena Sharp - 9 afl.
- 2008 The Invisibles - als Helen Huthwaite - 6 afl.
- 2005-2006 Coronation Street - als Ravinder Kalirai - 4 afl.
- 2006 No Angels - als Jeena - 2 afl.
- 2004 Best Friends - als miss Mancer - 4 afl.
- 2003 The Bill - als dr. Sandra Malik - 4 afl.
- 1995-1996 The Thin Blue Line - als Habib - 14 afl.

- Biblioteca Nacional de España: XX5063907
- International Standard Name Identifier: 0000 0001 1878 8535
- Library of Congress Control Number: no2004069412
- Nationale Bibliotheek van Tsjechië: pna2009495496
- Virtual International Authority File: 85148753
- WorldCat: E39PBJk4JfmdhVFDDDHC3W9xDq